# Loco (Lele Blade)
Loco è un singolo del rapper italiano Lele Blade, pubblicato il 5 luglio 2019 come secondo estratto dall'EP Vice City.

## Video musicale
Il videoclip è stato pubblicato il 1º agosto 2019 sul canale YouTube di Lele Blade.

## Tracce
Testi e musiche di Alessandro Arena e Davide Totaro.
1. Loco – 3:12

## Classifiche
| Classifica (2019) | Posizione massima |
| ----------------- | ----------------- |
| Italia            | 45                |